# Spirostreptus montanus
Spirostreptus montanus är en mångfotingart som beskrevs av Carl Graf Attems 1909. Spirostreptus montanus ingår i släktet Spirostreptus och familjen Spirostreptidae. Inga underarter finns listade i Catalogue of Life.